# 瓜鲁马尔 (奇里基省)
瓜鲁马尔是巴拿马奇里基省阿兰赫区的一个城市。 该市面积为83.3平方（32.2平方英里），2010年时人口为2,418，故其人口密度为29名居民每平方（75名居民每平方英里）。 1990年时人口为1,800，2000年时人口为2,092。